# Nunta tradițională în Siria
Siria (Arabă: سوريا)  este numele care a fost dat regiunii de greci și romani. În mod tradițional se face referire la Siria ca fiind o zonă înconjurătoare vag definită ca Sham, care se traduce ca “regiunea de nord”. Arabii au continuat să se refere la zonă ca Sham până în secolul al-XX-lea. Acest nume este încă folosit pentru a se referi la întreaga zonă cum ar fi Iordania, Siria, Liban, Israel și Cisordania și a devenit un simbol al unității arabe.
În Siria nu este legal ca femeile să conducă, să se întâlnească în public cu bărbați cu care nu au nicio legătură în mod public sau să părăsească țara fără acordul unui bărbat. Femeile nu au ocazia, de a-și alege în mod liber ceea ce își doresc, cum ar fi să se căsătorească și să aibă copii cu cine doresc ele, soțul să nu fie ales de către familie.
Propunerea de căsătorie poate fi făcută în mod direct de către viitorul mire către părinții fetei, solicitând cererea în căsătorie a acesteia. Însă de cele mai multe ori cele care se ocupă de organizarea nunții sunt mamele. Mama băiatului se consultă cu soțul ei, se interesează despre familia fetei și dacă sunt mulțumiți de cele aflate sunt de acord si merg împreună mai des în vizită acasă la viitoarea mireasă pentru a cunoaște fata mai bine. Înainte de a se da acordul există o serie de negocieri în legătură cu dota.
După ce s-a dat acordul membrii familiei din partea băiatului vin în casa viitoarei mirese cu persoanele vârstnice. Cea mai bătrână persoana din familia mirelui îi cere mâna miresei de la tatăl său, iar după aceea se servesc dulciuri.

## Logodna
Logodna se face în prezența familiei și a martorilor. În contract trebuie menționate clauzele referitoare la dota oferită ca soția să aibă bani în cazul în care soțul decedează sau se decid să divorțeze și condiția de acordare a pensiei alimentare pentru copii. La logodnă mirii își oferă inele, iar petrecerea este organizată de către familia fetei. La mica petrecere participă doar femeile sau rudele  foarte apropiate ale celor două familii.

## Stabilirea dotei
Dota(Arabă: مهر , al-mahr) este oferită fetei de către familia băiatului și rămâne în posesia ei toata viața, reprezentând o siguranță materială pentru viitor, în caz de divorț sau dacă rămâne văduvă.În principiu,dota trebuie să fie serioasă,nu simbolică,să aparțină în întregime femeii și să nu presupună,în schimb,nici un fel de zestre din partea acesteia.Până la vărsarea dotei-în întregime,sau partea stabilită anterior prin contract-soțul nu are dreptul să pretindă consumarea căsătoriei.Femeia are dreptul la dota întreagă în cazul în care căsătoria a fost consumată sau dacă soțul moare înainte chiar de consumare;are dreptul la jumătate din dotă în cazul în care căsătoria se desface înainte de consumare; și nu are dreptul la dotă când căsătoria este anulată.  Uneori, între logodnă și căsătorie poate trece o perioadă îndelungată, necesară pentru strângerea dotei.

## Seara de henna
Cu o seară înainte de nuntă, mireasa organizează seara de henna(Arabă: ليلة الحناء , laylat al-henna'), o petrecere la care participă alături de ea, rudele apropiate și prietenele ei. Fetele sunt tatuate cu henna de către o femeie bătrână cu aptitudini artistice special, iar pasta de henna este de nuanță roșie care rezistă pe piele câteva săptamâni. Designul henna protejează și înfrumusețează mireasa.Acest tatuaj se consideră simbolul fertilității și al fericirii conjugale, se spune și că alungă deochiul. Invitatele și mireasa dansează, cântă, degustă diferite mâncăruri, iar mireasa deschide cadourile primite de obicei bijuterii și vestimentație din mătase.

## Baia de dinaintea nunții
Baia de dinaintea nunții este folosită în țările arabe deoarece apa este considerată pură, cea care curață cuplurile și le pregătește de căsătorie.

## Ceremonia nunții
Ceremonia căsătoriei se ține de obicei în moschee, iar un imam citește Fatiha(Arabă:فاتحة), prima sură din Coran(Arabă:القرآن al-Qur'ān), vorbește despre Profet și despre rolul bărbatului în căsătorie, iar apoi este organizată petrecerea de nuntă ce poate fi în casa mirelui unde petrec doar barbații sau la un local, iar femeile petrec într-o altă parte din casă sau la un local diferit de cel unde se află bărbații. Mireasa este îmbrăcată cu o rochie albă, însă își poate schimba rochia de șapte ori pe toată durata nunții.
Femeile petrec până când mirele și însoțitorii săi ajung în încăpere ca să o ia pe mireasă. Mama mirelui îi pune la încheietură miresei, o brățară de aur, care simbolizează intrarea miresei în familia mirelui și nu poate fi scoasă de la mână decât după nuntă.Când bărbatul ajunge la soția sa îi dă voalul la o parte, își ocupă locul lângă ea pentru a face loc celorlalte rude de sex masculin să treacă ca să o poată felicita pe mireasă. După aceea mirii se retrag, urmând să petreacă prima noapte împreună.
Seara, după petrecere proaspății însurați merg în camera lor. Pentru a se confirma faptul că fata este virgină se folosește pe pat un cearșaf alb sau o pânză albă. În următoarea zi, dimineața câteva femei din ambele familii fac oficială vestea dacă fata a fost sau nu virgină.

## Divorțul
Majoritatea arabilor creștini aparțin unor confesiuni care interzic despărțirea cuplurilor. Musulmanilor le este însă permis, legea religioasă reglementând cu mare atenție divorțul. Acesta este destul de des intâlnit, de aceea părțile nu poartă stigmatul social, putând opta oricând să-și refacă viața. Probabil că divorțul nici nu aduce cu sine prea multă durere, mai ales dacă rudele au fost cele care au aranjat căsătoria. Divorțul nu este văzut, ca în societățile occidentale, uneori ca o greșeală de judecată alteori ca o încununare a eșecului vieții personale.
Deși un musulman, dacă dorește, poate divorța de soția lui, el riscă să-și afecteze serios imaginea socială dacă se hotărăște arbitrar sau prea brusc. Procedeul în Islamul tradițional este destul de simplu: în fața martorilor, bărbatul recită practic formula de divorț (“Divorțez de tine”). Dacă o spune o dată sau de două ori, cuplul se mai poate împăca. Dacă o repetă și pentru a treia oară, despărțirea devine obligatorie. Aproape toate țările Orientului Mijlociu au modificat însă această expresie, fiind necesare acum procedurile de la tribunal, prin care se stipulează drepturile soțiilor la penise alimentară și întreținerea copiilor. O femeie demarează mai greu procesul de divorț, dar de obicei poate avea succes, invocând următoarele motive: absența copiilor, părăsirea domiciliului de către soț, lipsa de ajutor din partea acestuia. Ea trebuie să treacă prin mai multe înfățisări, la tribunal, pentru a putea divorța. În Iordania, Siria și Maroc, femeia poate stipula în contractul marital dreptul de a cere prima divorțul. Asemenea acțiuni de protejare a femeilor sunt tot mai numeroase.
Când o musulmancă divorțează, soțul trebuie să-i plătească hotărârea de despărțire, inclusă în toate contractele de căsătorie și care, de obicei, reprezintă o sumă mare de bani. 
Puține țări urmează întocmai legea islamică în materie de divorț, cele mai multe aducându-i modificări. Legile privitoare de divorț au fost îndelung discutate, iar propunerile de schimbare nu încetează.